# 尤斯蒂纳斯·金德里斯
尤斯蒂纳斯·金德里斯（1987年5月24日—）生于帕内韦日斯，是一名立陶宛男子现代五项运动员。他最初练习游泳，但成绩一般，后来他决定改练现代五项。后来，他进入米科拉斯·罗梅里斯大学修读法律专业。金德里斯职业生涯期间曾参加2012年、2016年和2020年三届奥运，最好名次为2012年伦敦奥运的第八名。2022年5月，他宣布结束自己的运动生涯。